# Néstor Gonçalves

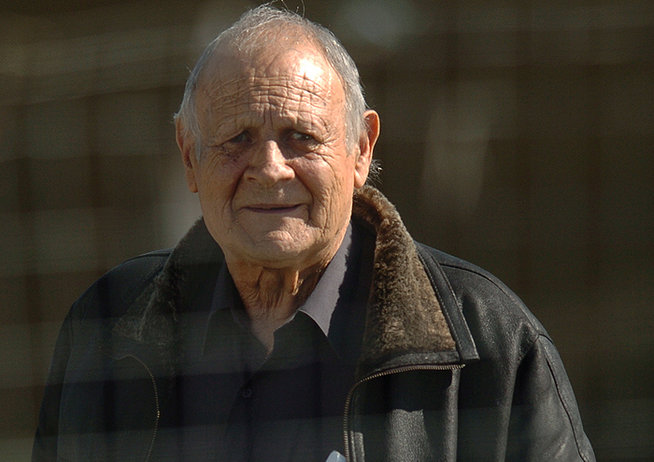
Néstor Gonçalves op latere leeftijd

Néstor Gonçalvez Martinicorena (Cabellos, 27 april 1936 – Montevideo, 29 december 2016) was een Uruguayaans voetballer. Hij speelde als verdedigende middenvelder.

## Loopbaan
Gonçalvez kwam aanvankelijk uit voor het team Universitario de Salto uit Salto. In 1956 werd hij ingelijfd door Club Atlético Peñarol uit Montevideo. Hij bleef bij deze club tot het einde van zijn loopbaan in 1970. Hij won negen keer het nationaal kampioenschap, drie keer de Copa Libertadores en twee keer de wereldbeker voor clubteams.
Met het Uruguayaans voetbalelftal was hij actief op het wereldkampioenschap van 1962 en 1966. In 1970 zat hij niet bij de selectie. Gonçalvez kwam tot vijftig interlands, waarin hij niet scoorde. Hij wordt beschouwd als een van de beste Zuid-Amerikaanse middenvelders uit de jaren zestig. Na het beëindigen van zijn actieve loopbaan als voetballer was hij in 1972 kortstondig trainer van CA Peñarol.
Néstor Gonçalves overleed in 2016 op 80-jarige leeftijd nadat hij in een ziekenhuis was opgenomen vanwege nierproblemen.